# Ottavianello
L'Ottavianello (o Ottaviano) è un vitigno a bacca nera coltivato in Puglia.
L'origine del nome è attribuito al marchese di Bugnano che dal comune di Ottaviano lo introdusse nel Salento  e ne avviò la coltivazione a partire dalla zona di San Vito dei Normanni. Entra come vitigno componente minoritario nella produzione del vino AOC francese Châteauneuf-du-pape.

## Sinonimi
L'ottavianello è noto con i sinonimi di cinsault, black Malvoisie, blue Imperial, boudalès, bourdalès, bourdelas, calabre, chainette, cincout, cinsanet, cinquien, cinq-Sao, cinqsaut, œillade, Espagne, espagnin, espagnol, froutignan, gros de Lacaze, gros Marocain, hermitage (in Sudafrica), Kara Takopoulo, madiran du Portugal, marroquin, marrouquin, maurange, mavro Kara Melki, mihau, milhaud du Pradel, morterille Noir, negru de Sarichioi, papadou, pampous, passerille, picardan Noir, piquepoul d’Uzés, pis de chèvre, pis de Chèvre rouge, plant d'Arles, poupo de Crabe, pousse de Chèvre, prunaley, prunella, prunellas, samsó, senso, ulliaou, ulliade Noire.

## Caratteristiche
Vitigno con discreta vigoria vegetativa ed una buona produttività. La foglia è pentagonale, pentalobata, con la pagina superiore verde bottiglia, glabra, opaca e la pagina inferiore verde chiaro.
Dall'Ottavianello si ricava un vino rosso rubino, dal sapore lievemente aromatico che migliora con l'invecchiamento.
Utilizzato esclusivamente in uvaggi, soprattutto con il Negroamaro, rientra nell'Ostuni Ottavianello.